# Camptotypus cognatus
Camptotypus cognatus là một loài tò vò trong họ Ichneumonidae.